# Discographie de Sergueï Rachmaninov

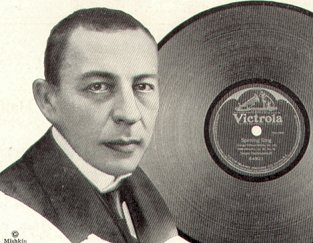
Un enregistrement de Rachmaninov (1921)

Cet article présente la discographie du pianiste et compositeur russe Sergueï Rachmaninov (1873-1943). Rachmaninov a laissé une trace discographique importante : environ 10 heures de musique en tout. Cet héritage ne doit donc pas être négligé. Les enregistrements au phonographe sont à préférer à ceux sur rouleaux car le jeu de Rachmaninov y est altéré (les basses sont moins perceptibles sur les enregistrements sur rouleaux).

## Au phonographe: "His Complete Recordings"

### Concertos et symphonies
Concertos et Rhapsodie sur un thème de Paganini
- Concerto pour piano nº 1 de Rachmaninov
- Concerto pour piano nº 2 de Rachmaninov : 2 enregistrements
- Concerto pour piano nº 3 de Rachmaninov
- Concerto pour piano nº 4 de Rachmaninov
- Rhapsodie sur un thème de Paganini

Sergueï Rachmaninov (piano)
Orchestre de Philadelphie
Eugene Ormandy (direction)
Leopold Stokowski (direction), 2e concerto uniquement
Œuvres à caractère symphonique
- L'Île des morts (poème symphonique)
- Symphonie nº 3

Orchestre de Philadelphie 
Sergueï Rachmaninov (direction)

### Musique de chambre
- Sonate pour violon et piano nº 8 de Beethoven
- Sonate pour violon et piano nº 3 de Grieg
- Sonates pour violon et piano de Schubert D.574

Sergueï Rachmaninov (piano), Fritz Kreisler (violon)

### Œuvres pour piano seul
J.S Bach
- 4e Partita BWV 828

J.S Bach/Rachmaninov
- 3e partita pour violon

Beethoven
- 32 variations en do mineur WoO 80, seulement 25 variations sur les 32.
- Les ruines d'Athènes

Borodine
- Scherzo en la bémol majeur

Chopin
- Ballade n°3 op. 47
- Lieds : The Maiden's Wish op. 74 n°1 ; Return Home op. 74 n°15
- Mazurkas : op. 63 no 3, op. 68 no 2
- Nocturnes : op. 9 no 2 et op. 15 no 2
- Scherzo n°3 op. 39
- Sonate n°2 op. 35
- Valses : op. 18, op. 34 no 2 et 3, op. 42 op. 64 no 1 (2 enregistrements), 2 et 3 (2 enregistrements), op. 69 no 2, op. 70 no 1, KK IVa/15

Daquin
- Le coucou

Debussy
- Children's Corner : Gradus ad Parnassum
- Children's Corner : Goliwogg's Cakewalk

Dohnanyi
- Étude op. 28 no 6

Gluck-Sgambati
- Orfeo ed Euridice: Melodie

Grieg
Deux Pièces lyriques : 
- Valse op. 12 no 2
- Danse des elfes op. 12 no 4

Haëndel
- 5e suite en mi majeur, Harmonious Blacksmith

Henselt
- Étude op. 2 no 6 : Si oiseau j'étais (If I were a bird)

Kreisler/Rachmaninov
- Liebesleid
- Liebesfreud

Liszt
- Rhapsodie hongroise nº 2
- Gnomeinreigen
- Polonaise n°2 en mi majeur

Mendelssohn
- Le songe d'une nuit d'été : Scherzo
- Lieder ohne Worte op. 67 : Spinnerlied
- Études op. 104 n°2, 3

Moszkowski
- Étude op. 52 no 4 : La jongleuse

Moussorgsky
- The Fair At Sorochinsky : Hopak

Mozart
- Sonate pour piano nº 11 K331, 1er et 3e mouvements

Paderewski
- Menuet op. 14 n°1

Rachmaninov
- Morceaux de fantaisie op. 3 n°2 (Prélude), 3 (Mélodie), 4 (Polichinelle) et 5 (Sérénade)
- Morceaux de salon op. 10 no 3 (Barcarolle) et 5 (Humoresque)
- Moment musical op.16 n°2
- Prélude op. 23 n°5 et 10
- Préludes op. 32 n°3, 5, 6, 7 et 12
- Études-Tableaux op. 33 no 2, 6, op. 39 n°6
- Lilas op. 21 n°5
- Daisies op. 38 n°3
- Powder and Paint op. 41 n°3 avec la mezzo tzigane Nadejda Plevitskaïa.
- Oriental Sketch
- Polka de V.R. : 2 versions (1919 et 1921)
- Polka italienne à 4 mains, avec Natalie Rachmaninov

Rimsky-Korsakov/Rachmaninov
- Le Vol du bourdon

Saint-Säens
- Carnaval des animaux, le cygne

Scarlatti
- Sonate pastorale

Schubert
- Impromptu op. 90 n°4
- Die schöne Müllerin : Das Wandern
- Die schöne Müllerin : Wohin?
- Schwanengesang : Standchen

Schumann
- Carnaval
- Spanisches Liederspiel : Der Kontrabandiste

Scriabine
- Prélude op. 11 n°8

Strauss Jr.
- Man Lebt Nur Einmal

Tchaïkovsky
- Les Saisons, Troïka (Novembre)
- Valse op. 40 no 8
- Humoresque op. 10 no 2

Tchaïkovsky/Rachmaninov
- Lullaby op. 16 n°1

Sergueï Rachmaninov (piano)

## Enregistrements remasterisés
Il existe aujourd'hui un CD de 13 enregistrements au phonographe complètement remasterisés (on n'entend plus de bruits parasites).
| No  | Titre                                                                       | Durée |
| --- | --------------------------------------------------------------------------- | ----- |
| 1.  | Kreisler/Rachmaninov : Liebesleid                                           | 4:22  |
| 2.  | Rachmaninov : Prélude en do dièse mineur op. 3 n°2                          | 3:44  |
| 3.  | Rimsky-Korsakov/Rachmaninov : The Flight of the Bumblebee                   | 1:14  |
| 4.  | Mendelssohn/Rachmaninov : Scherzo de A Midsummer Night's Dream              | 4:03  |
| 5.  | Rachmaninov : Étude-Tableau en do majeur, op. 33 n°2                        | 2:17  |
| 6.  | Rachmaninov : Étude-Tableau en mi bémol majeur, op. 33 n°6                  | 1:47  |
| 7.  | Rachmaninov : Moment musical en mi bémol mineur, op. 16 n°2                 | 2:55  |
| 8.  | Rachmaninov : Daisies op. 38 n°3                                            | 2:16  |
| 9.  | Tchaikovsky/Rachmaninov : Lullaby op. 16 n°1                                | 4:04  |
| 10. | Bach/Rachmaninov : Prélude de la 3e Partita pour violon BWV 1006            | 3:17  |
| 11. | Bach/Rachmaninov : Gavotte en Rondeau de la 3e Partita pour violon BWV 1006 | 2:55  |
| 12. | Bach/Rachmaninov : Gigue de la 3e Partita pour violon BWV 1006              | 1:08  |
| 13. | Kreisler/Rachmaninov : Liebesfreud                                          | 5:00  |

## Sur rouleau (chez Ampico)
| No  | Titre                                                              | Durée |
| --- | ------------------------------------------------------------------ | ----- |
| 1.  | Rachmaninov : Elegie No. 1 in E flat minor (Octobre 1928)          | 4:05  |
| 2.  | Rachmaninov : Prelude No. 2 in C sharp minor (Octobre 1919)        | 3:44  |
| 3.  | Rachmaninov : Melodie No. 3 in E (Avril 1920)                      | 3:47  |
| 4.  | Rachmaninov : Polichinelle No. 4 in F sharp minor (Avril 1920)     | 3:21  |
| 5.  | Rachmaninov : Serenade No. 5 in B flat minor (Octobre 1923)        | 3:25  |
| 6.  | Rachmaninov : Barcarolle No. 3 in G minor (Avril 1920)             | 3:46  |
| 7.  | Rachmaninov : Humoresque No. 5 in G (Avril 1920)                   | 3:44  |
| 8.  | Rachmaninov : Prelude in G minor, Op.23, No.5 (Avril 1920)         | 4:00  |
| 9.  | Rachmaninov : Étude-Tableau in B minor, Op.39, No.4 (Février 1929) | 3:32  |
| 10. | Rachmaninov : Étude-Tableau in A minor, Op.39, No.6 (Juillet 1922) | 2:27  |
| 11. | Rachmaninov : Lilacs, Op.21, No.5 (Mars 1923)                      | 2:20  |
| 12. | Behr/Rachmaninov : Polka de V.R. (1919)                            | 3:54  |
| 13. | Kreisler/Rachmaninov : Liebesleid (1923)                           | 1:57  |
| 14. | Kreisler/Rachmaninov : Liebesfreud (1926)                          | 2:05  |
| 15. | Moussorgsky/Rachmaninov : Hopak (en) (1922)                        | 1:10  |
| 16. | Rimsky-Korsakov/Rachmaninov : The Flight of the Bumble Bee (1929)  | 1:19  |
| 17. | Schubert/Rachmaninov : Die schöne Müllerin: Wohin? (1926)          | 3:45  |
| 18. | Smith/Rachmaninov : The Star-Spangled Banner (1919)                | 5:51  |